# Dagulf-Psalter

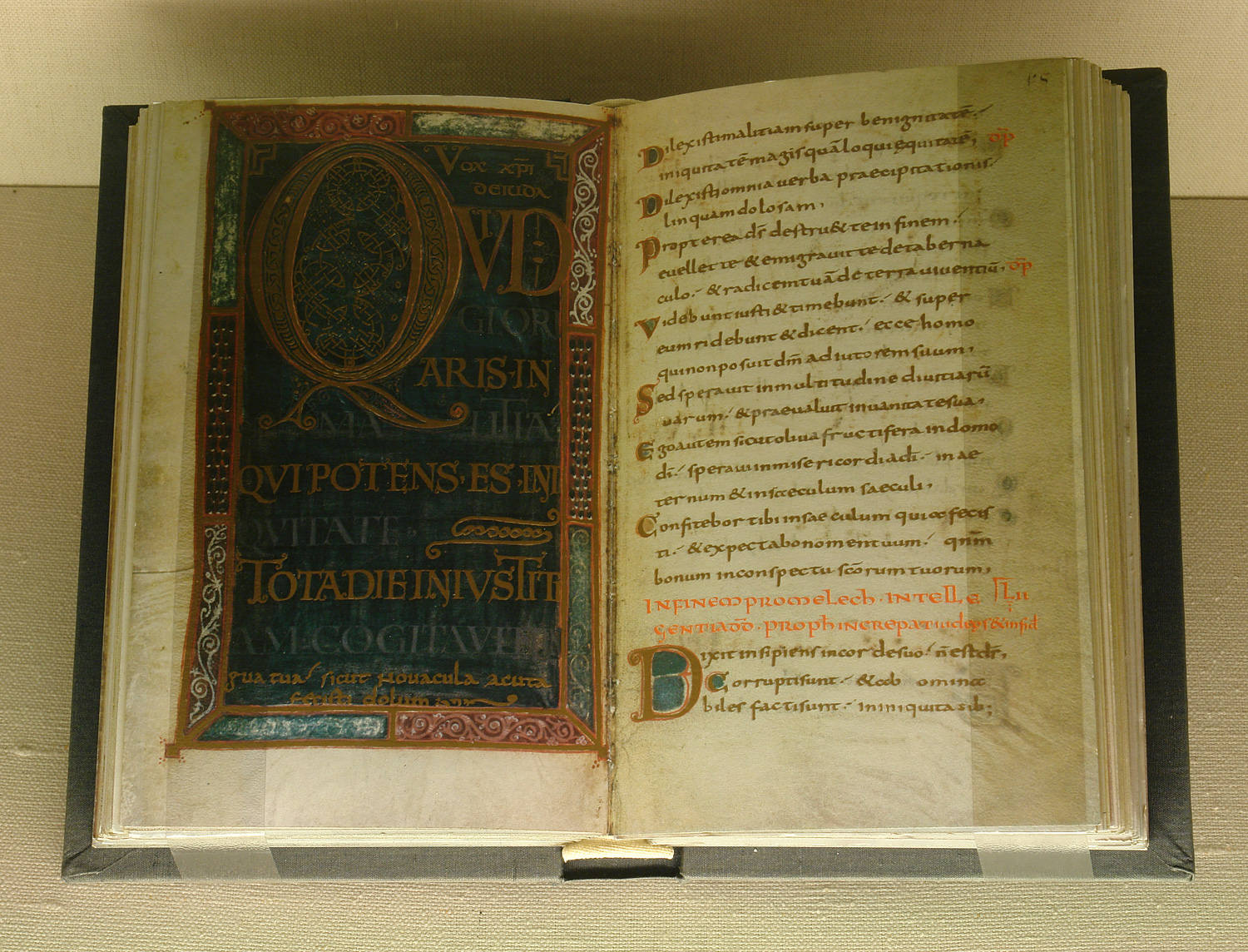
Nachbildung des „Goldenen Psalters“ im Bremer Dom-Museum

Der Dagulf-Psalter ist eine karolingische Handschrift, die die alttestamentlichen Psalmen, Cantica und andere Texte  enthält. Der Psalter ist zwischen 783 und 795 in Aachen an der Hofschule Karls des Großen entstanden und gilt als bedeutendstes Beispiel der frühen karolingischen Minuskelschrift. Der Dagulf-Psalter wird in der Österreichischen Nationalbibliothek in Wien aufbewahrt.

## Geschichte
Karl der Große, König des damaligen Fränkischen Reiches und späterer Kaiser, wollte den handgeschriebenen Psalter, wie aus einem vorangestellten Widmungsgedicht hervorgeht, Papst Hadrian I. (772–795 im Amt) schenken. Dieser verstarb jedoch vor der Übergabe, weshalb der Psalter in kaiserlichem Besitz verblieb. Das Werk, wegen seiner Schreibtechnik mit goldenen Buchstaben auf Pergament auch „Goldener Psalter“ genannt, wurde zum Großteil von einem im Widmungsgedicht erwähnten Skriptor namens Dagulf abgeschrieben.
Im 11. Jahrhundert, das Schicksal in der Zwischenzeit ist nicht geklärt, gelangte der Psalter aus dem Brautschatz von Kaiserin Gisela, Ehefrau von Kaiser Konrad II., in den Besitz des Klosters Limburg. Dessen Abt Eginhard (1056–1067) war ab 1060 zudem Bischof von Speyer. Er ließ den Schatz des Klosters, wozu auch der Dagulf-Psalter zählte, nach Speyer überführen. Das Verzeichnis der Gegenstände, die damals nach Speyer kamen, ist erhalten.
Als Geschenk, vielleicht des damaligen Königs und späteren Kaisers Heinrich IV., kam der Psalter unter Bischof Adalbert nach Bremen an den St.-Petri-Dom. Ein Hinweis darauf ist eine Textstelle im Geschichtswerk des Adam von Bremen: „Damals [Ende 1065] übersandte auch der König aus Mitgefühl für die verheerte Bremer Kirche als Ersatz etwa 100 Messgewänder und weitere Silbergefäße, auch Bücher, … einen mit Goldbuchstaben geschriebenen Psalter“. Da der Psalter eine Widmung Karls des Großen enthielt, hat man das Buch später für ein Geschenk Karls an seinen ersten Bischof in Bremen, den heiligen Willehad, gehalten und wie eine Reliquie behandelt. Aufbewahrt wurde der Psalter deshalb nicht in der Dombibliothek, sondern in der Schatzkammer. In deren Verzeichnis aus der Zeit um 1420 wird das Buch aufgeführt als „ein Psalter, geschrieben und verziert mit Gold und mit zwei Tafeln aus Elfenbein“.
Bis zur Auflösung des Erzbistums nach dem Westfälischen Frieden 1648 verblieb der Goldene Psalter in der Domschatzkammer. Bald danach gelangte die Handschrift auf ungeklärte Weise – der Bucheinband mit den geschnitzten Elfenbeintafeln muss schon entfernt gewesen sein – in den Besitz Kaiser Leopolds I. nach Wien– ab 1666 ist er dort nachweisbar –  und befindet sich heute in der Österreichischen Nationalbibliothek. Die beiden Elfenbeintafeln sind Exponate des Louvre.
Der Bremer St.-Petri-Dom zeigt in seinem Museum ein Faksimile des Dagulf-Psalters.

## Beschreibung

### Der Kodex

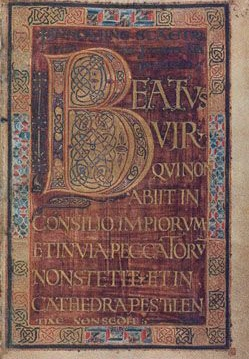

Der mittelalterliche Kodex umfasst 161 Blatt Pergament in der Größe 19,2 × 12 cm. 145 Seiten sind von dem Skriptor Dagulf in karolingischer Minuskelschrift mit Goldtinktur geschrieben. Der Psalter weist drei gerahmte Initialseiten und 150 verzierte Initialen auf, aber keine figürlichen Illuminationen. Die Zierseiten sind mit Goldtusche auf purpurgefärbten Pergamentblättern gemalt.
Der Dagulf-Psalter wurde 2023 von der UNESCO in das  Weltdokumentenerbe in Österreich aufgenommen.
Die Texte des Dagulf-Psalters gliedern sich in Eintragungen über die Geschichte des Codex (f. 1r–2v), Widmungstexte (f. 4r–4v), Vorreden oder Prolegomena (f. 5r–22v), den Psalmentext mit zugehörigen Tituli (f. 23v–145v), Cantica (f. 146r–156r), sowie Pater noster, Credo und Fides S. Athanasii episcopi Alexandrini (f. 156v–158v). Die Blätter 3, 23, 24r, und 159–161 sind leer. Es könnte sein, dass die Vorreden erst zur Zeit Alkuins hinzugefügt wurden. Die Eintragungen zur Geschichte des Codex stammen aus dem 17. Jahrhundert.

### Einband

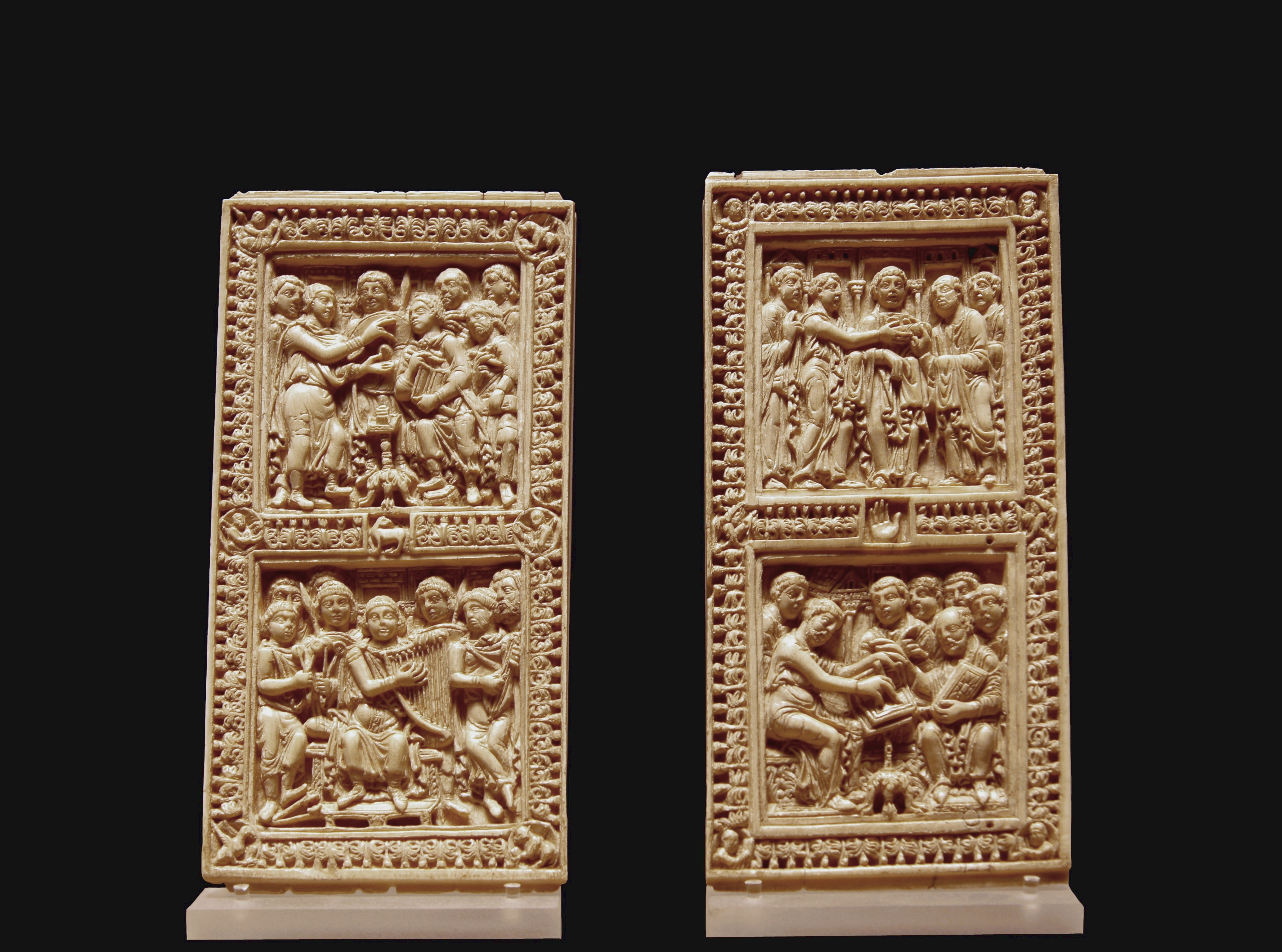
Elfenbeintafeln des Einbandes

Von dem ursprünglichen Einband sind nur die geschnitzten hochrechteckigen Elfenbeintafeln im Format 16,8 × 8,1 cm erhalten. Sie weisen in jeweils zwei quadratischen Feldern verschiedene Darstellungen auf. Die Umrahmungen bestehen aus geschnitztem Akanthus.
Auf der Tafel der Vorderseite, oben: David erwählt die Psalmendichter; unten: David spielt zum Psalmengesang eines Chors auf der Harfe. In der Mitte der Akanthusleiste, zwischen den beiden Bildern, ist das Agnus Dei eingeschnitzt.
Auf der Tafel der Rückseite, oben: Ein Geistlicher übermittelt dem Kirchenvater Hieronymus den Auftrag des Papstes Damasus, die Psalmen neu zu fassen; unten: Hieronymus diktiert den redigierten Text. In der Mitte der Zierleiste, zwischen den beiden Bildern, ist die Hand Gottes zu sehen.
Nicht mehr vorhanden ist die frühere Einfassung, vermutlich ein auf Holz montierter silberner oder vergoldeter Metallrahmen mit weiteren Dekorationen.

## Faksimile
- Der goldene Psalter - »Dagulf-Psalter« (Codices Selecti vol. LXIX), Akademische Druck- u. Verlagsanstalt, Graz 1980, ISBN 3-201-01138-X.